# Шепелєва Марія Федорівна
Марія Федорівна Шепелєва (1908, село Городище, тепер Біловодського району Луганської області — ?) — українська радянська діячка, головний агроном Сахновщанського районного земельного відділу Харківської області. Депутат Верховної Ради УРСР 2-го скликання.

## Життєпис
Народилася у селянській родині. У 1925 році вступила до комсомолу.
З кінця 1920-х років — колгоспниця колгоспу села Городище Біловодського району Луганщини. Три роки навчалася на робітничому факультеті без відриву від виробництва.
Член ВКП(б) з 1929 року.
У 1934—1940 роках — студентка Харківського сільськогосподарського інституту.
У 1940—1941 роках — старший агроном Валківської машинно-тракторної станції Харківської області.
Під час німецько-радянської війни була евакуйована до Саратовської області РРФСР, де працювала у госпіталі та старшим агрономом Балашовської машинно-тракторної станції.
З 1944 року — головний агроном Сахновщанського районного земельного відділу Харківської області.

## Нагороди
- орден «Знак Пошани» (28.08.1944)
- медалі